# Campionatul European de Volei Feminin din 1950
Campionatul European de Volei Feminin din 1950 a fost a doua ediție a Campionatului European de Volei organizată de CEV. A fost găzduită de Sofia, Bulgaria din 14 până în 22 octombrie 1950.

## Echipe
| - Bulgaria - Cehoslovacia - Polonia - România - Ungaria - Uniunea Sovietică |

## Competiția
| Echipa            | P  | M | V | Î | SC | SP | Ratio | PP  | PÎ  | Ratio |
| ----------------- | -- | - | - | - | -- | -- | ----- | --- | --- | ----- |
| Uniunea Sovietică | 10 | 5 | 5 | 0 | 15 | 0  | MAX   | 226 | 75  | 3,013 |
| Polonia           | 8  | 5 | 4 | 1 | 12 | 4  | 3     | 216 | 154 | 1,403 |
| Cehoslovacia      | 6  | 5 | 3 | 2 | 10 | 6  | 1,667 | 201 | 174 | 1,155 |
| Bulgaria          | 4  | 5 | 2 | 3 | 6  | 11 | 0,545 | 170 | 221 | 0,769 |
| România           | 2  | 5 | 1 | 4 | 4  | 14 | 0,286 | 160 | 240 | 0,667 |
| Ungaria           | 0  | 5 | 0 | 5 | 3  | 15 | 0,200 | 151 | 260 | 0,581 |

## Clasamentul final
| Loc | Echipă            |
| --- | ----------------- |
| 1   | Uniunea Sovietică |
| 2   | Polonia           |
| 3   | Cehoslovacia      |
| 4.  | Bulgaria          |
| 5.  | România           |
| 6.  | Ungaria           |

| Campionatul European de Volei Feminin din 1950 Uniunea Sovietică Al doilea titlu |